# Carlos Manuel Escribano Subías
Carlos Manuel Escribano Subías (Carballo, 15 agosto 1964) è un arcivescovo cattolico spagnolo, dal 6 ottobre 2020 arcivescovo metropolita di Saragozza.

## Biografia
Carlos Manuel Escribano Subías è nato a Carballo il 15 agosto 1964 da una coppia aragonese. Poco dopo la nascita, la sua famiglia si è trasferita a Monzón dove ha trascorso l'infanzia.

### Formazione e ministero sacerdotale
Ha studiato economia aziendale all'Università di Saragozza. È poi entrato nel seminario maggiore di Lleida e ha studiato teologia all'Università di Navarra a Pamplona. Nel 1994 è stato inviato a Roma per studi.
Il 14 luglio 1996 è stato ordinato presbitero per l'arcidiocesi di Saragozza da monsignor Elías Yanes Álvarez. Lo stesso anno ha ottenuto la licenza in teologia morale presso la Pontificia Università Gregoriana. In seguito è stato vicario parrocchiale della parrocchia della basilica di Santa Engracia a Saragozza dal 1996 al 2000, parroco della parrocchia del Sacro Cuore a Saragozza dal 2000 al 2008, patrono della Fondazione dell'Università San Jorge a Villanueva de Gállego dal 2006 al 2008, assistente ecclesiastico del Movimiento Familiar Cristiano dal 2003 al 2010, vicario episcopale per il settore centro dell'arcidiocesi e professore presso il Centro Regionale di Studi Teologici di Aragona (CRETA) dal 2005 al 2010, assistente della delegazione episcopale per la famiglia e la vita dal 2006 al 2010, assistente ecclesiastico dell'Asociación Católica de Propagandistas dal 2007 al 2010, parroco della parrocchia della basilica di Santa Engracia a Saragozza e patrono della Fondazione San Valero dal 2008 al 2010.

### Ministero episcopale
Il 20 luglio 2010 papa Benedetto XVI lo ha nominato vescovo di Teruel e Albarracín. Ha ricevuto l'ordinazione episcopale il 26 settembre successivo dal cardinale Antonio María Rouco Varela, arcivescovo metropolita di Madrid, co-consacranti l'arcivescovo Renzo Fratini, nunzio apostolico in Spagna e Andorra, e l'arcivescovo emerito di Saragozza Elías Yanes Álvarez. Durante la stessa celebrazione ha preso possesso della diocesi.
Nel febbraio del 2014 ha compiuto la visita ad limina.
Il 13 maggio 2016 papa Francesco lo ha nominato vescovo di Calahorra e La Calzada-Logroño.
Ha partecipato alla XV assemblea generale ordinaria del Sinodo dei vescovi che ha avuto luogo nella Città del Vaticano dal 3 al 28 ottobre 2018 sul tema "I giovani, la fede e il discernimento vocazionale".
Il 6 ottobre 2020 papa Francesco lo ha nominato arcivescovo metropolita di Saragozza. Ha preso possesso dell'arcidiocesi il 21 novembre successivo. Il 26 settembre 2021 monsignor Bernardito Cleopas Auza, nunzio apostolico in Spagna e Andorra, gli ha imposto il pallio nella basilica di Nostra Signora del Pilar a Saragozza.
Nel dicembre del 2021 ha compiuto una seconda visita ad limina.
In seno alla Conferenza episcopale spagnola è presidente della commissione per i laici, la famiglia e la vita dal marzo del 2020. In precedenza è stato membro della commissione per la pastorale sociale dal 2011 al 2014 e membro della commissione per l'apostolato secolare dal 2010 al 2020. All'interno di questa commissione è stato membro della sottocommissione episcopale per la famiglia e la difesa della vita dal 2010 al 2017 e responsabile del dipartimento per la pastorale giovanile dal 2017 al 2020.
È stato consigliere nazionale per l'Azione Cattolica Spagnola dal 2011 al 2018 e dell'Associazione "Manos Unidas", una ONG della Chiesa cattolica spagnola impegnata in progetti per lo sviluppo nel sud del mondo, dal 2015.

## Genealogia episcopale e successione apostolica
La genealogia episcopale è:
- Cardinale Scipione Rebiba
- Cardinale Giulio Antonio Santori
- Cardinale Girolamo Bernerio, O.P.
- Arcivescovo Galeazzo Sanvitale
- Cardinale Ludovico Ludovisi
- Cardinale Luigi Caetani
- Cardinale Ulderico Carpegna
- Cardinale Paluzzo Paluzzi Altieri degli Albertoni
- Papa Benedetto XIII
- Papa Benedetto XIV
- Papa Clemente XIII
- Cardinale Marcantonio Colonna
- Cardinale Giacinto Sigismondo Gerdil, B.
- Cardinale Giulio Maria della Somaglia
- Cardinale Carlo Odescalchi, S.I.
- Cardinale Costantino Patrizi Naro
- Cardinale Serafino Vannutelli
- Cardinale Domenico Serafini, Cong. Subl. O.S.B.
- Cardinale Pietro Fumasoni Biondi
- Cardinale Antonio Riberi
- Cardinale Ángel Suquía Goicoechea
- Cardinale Antonio María Rouco Varela
- Arcivescovo Carlos Manuel Escribano Subías

La successione apostolica è:
- Vescovo Vicente Rebollo Mozos (2022)